# Philomycus togatus
Philomycus togatus е вид коремоного от семейство Philomycidae.

## Разпространение
Видът е разпространен от Мейн до североизточна Алабама с отделна популация в южната част на Мисисипи и Луизиана. Във Вирджиния видът се среща предимно в Пиемонт и Ридж енд Вали.